# Aguapani
Aguapani är en ort i Mexiko.   Den ligger i kommunen Chiconamel och delstaten Veracruz, i den sydöstra delen av landet, 210 km norr om huvudstaden Mexico City. Aguapani ligger 87 meter över havet och antalet invånare är 225.
Terrängen runt Aguapani är platt norrut, men söderut är den kuperad. Runt Aguapani är det ganska tätbefolkat, med 129 invånare per kvadratkilometer. Närmaste större samhälle är Huejutla de Reyes, 16,2 km sydost om Aguapani. Omgivningarna runt Aguapani är en mosaik av jordbruksmark och naturlig växtlighet.